# Stephen Appiah
Stephen Appiah (* 24. prosince 1980, Accra) je bývalý ghanský fotbalista. Hrál na pozici středopolaře nebo defenzivního středopolaře.

## Klubová kariéra
V červnu 2005 přestoupil z Juventusu do Fenerbahçe. Po dvou letech působení v tureckém velkoklubu se zranil na dva roky. Poté si ghanského kapitána vyhlídla italská Bologna a od roku 2009 tak pokračoval ve své hráčské kariéře opět v Itálii, v srpnu 2010 se přesunul znovu, tentokrát do Ceseny, kde hrál do roku 2011. Na jaře 2012 působil v srbském klubu Vojvodina Novi Sad, kde ukončil aktivní hráčskou kariéru.
Byl oceněn za nejkrásnější gól vstřelený v Lize mistrů UEFA v roce 2005.

## Reprezentační kariéra
V roce 1995 se účastnil Mistrovství světa do 17 let, kde Ghana získala titul.
Za Ghanu nastupoval na Olympijských hrách 2004 v Atenách, Mistrovství světa 2006 v Německu a Mistrovství světa 2010 v Jihoafrické republice. Reprezentační kariéru ukončil po MS 2010.
Na mistrovství světa v roce 2006 v Německu byl jmenován hráčem zápasu proti týmu USA, kdy proměnil v prvním poločase penaltu.